# Râul Cioara, Baldovin
Râul Cioara este un curs de apă, afluent al râului Baldovin. 

## Hărți
- Harta județului Hunedoara
- Harta munții Apuseni
- Harta munții Bihor